# Біла троянда Йорків

Біла троянда Йоркширів — символ клану Йорків

Біла троянда Йорків (англ. White Rose of York) — символ клану Йорків і символ Йоркшира.

## Історія

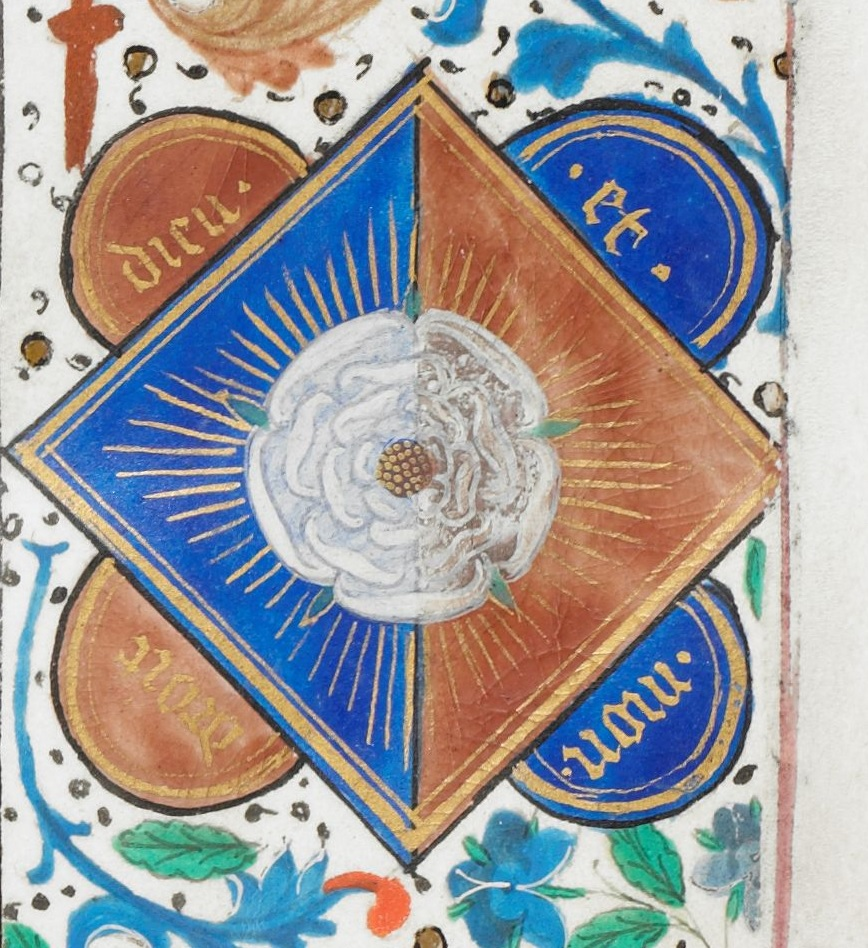
Біла троянда Йорків, з рукопису Едуарда IV

Витоки герба сягають XIV століття, до часів Едмунда Ленглі, першого герцога Йоркського і засновника династії Йорків, молодшої гілки Плантагенетів, які правили тоді.
Троянда має релігійні коннотації, оскільки вона символізує Богородицю, яку часто називають Трояндою небес. Згадувана у «Божественній комедії» Данте біла троянда представляється символом небесної любові. Білий колір у християнській літургійній символіці є уособленням світла, невинності, чистоти, радості і слави.
Під час громадянських воєн XV століття в боротьбі за престол Англії біла троянда була символом Йорків в боях проти клану Ланкастерів. Червона троянда Ланкастерів з'явилася пізніше і символізувала династію Ланкастерів, але не під час реального конфлікту. Протиставлення двох троянд дало війні її загальноприйняту зараз назву — війна троянд (назва з'явилася лише в XIX столітті). Конфлікт завершив король Генріх VII, символічно об'єднавши червону і білу троянди в троянду Тюдорів, що стала символом династії Тюдорів. Наприкінці XVII століття білу троянду Йорків в якості емблеми взяли якобіти.
В битві біля Міндена 1 серпня 1759 солдати Королівського Йоркширського полку легкої піхоти зірвали білі троянди з кущів біля поля битви і закріпили їх на своїх плащах як данину пам'яті своїх полеглих товаришів. Цього дня, 1 серпня, святкується День Йоркшира.
Троянду Йоркширів було викарбувано на дубовій труні короля Річарда III, останнього представника чоловічої лінії Плантагенетів на англійському престолі. Він був перепохований в Кафедральному соборі в Лестері 26 березня 2015 року.

## Використання

### В геральдиці Йоркшира

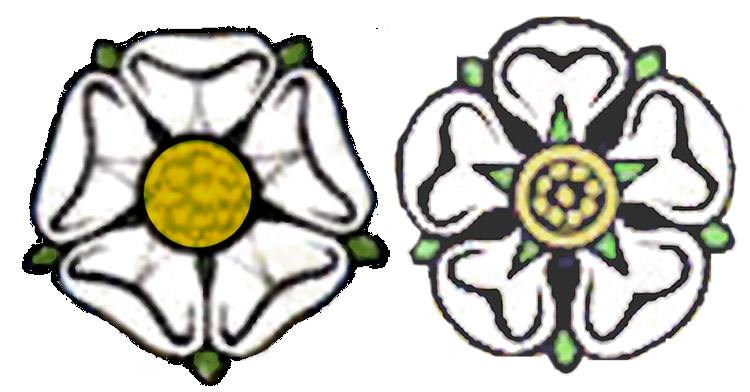
Біла троянда Йорків при зображенні в малих розмірах спрощується.

Понад 20 цивільних осіб в Йоркширі мають герб з трояндою Йорків. Зображена в малому розмірі, троянда графічно спрощується. Йоркширська партія, деволюційна політична партія з виборними представниками, діючими в Йоркширі, використовує стилізовану Білу троянду Йорка як свою емблему.

### Міжнародне використання
Троянду зображено на печатці міста Йорк, штат Пенсильванія, відома як біла троянда міста.
Троянда Йорків присутня на щиті канадського Йоркського університету.
Біла троянда також є центральним елементом герба школи Олена в Найробі, Кенія.
На прапорі  Куїнса, в штаті Нью-Йорк, знаходяться біла і червона троянди. Округ Квінс був названий на честь Катерини Браганської, дружини короля Карла II, який послав флот в Нью-Йорк в 1664 році для відвоювання Нового Амстердама, тоді місто було перейменований в Нью-Йорк на честь ініціатора захоплення герцога Йоркського Якова II, брата Карла II.